# فابريتسيو دي ماورو
فابريتسيو دي ماورو (بالإيطالية: Fabrizio Di Mauro)‏ (18 يونيو 1965 في إيطاليا - ) هو لاعب كرة قدم إيطالي في مركز الوسط. شارك مع منتخب إيطاليا لكرة القدم. أما مع النوادي، فقد لعب مع فيورنتينا ونادي أفيلينو ونادي روما ونادي ريجيانا 1919 ونادي لاتسيو ونادي أريتسو.

## مسيرته الكروية
لعب فابريتسيو دي ماورو خلال مسيرته الاحترافية مع 6 أندية في اثنا عشر موسمًا وسجل خلالها 24 هدفًا ضمن 279 مباراة. حيث فاز في موسم واحد بالكأس ولم يفز بأي دوري.
خاض فابريتسيو دي ماورو مسيرته مع نادي أريتسو في موسم 1984–85 واستمر معه طيلة ثلاثة مواسم، مشاركًا في 72 مباراة سجل خلالها 6 أهداف. ثم انتقل إلى نادي أفيلينو في موسم 1987–88 لمدة موسم واحد، حيث شارك في 18 مباراة سجل خلالها هدفين. لينتقل بعدها إلى نادي روما في موسم 1988–89 ليلعب معه أربعة مواسم، مشاركًا في 95 مباراة سجل خلالها 5 أهداف. ثم انتقل إلى نادي فيورنتينا في موسم 1992–93 في المرة الأولى لمدة موسم واحد ثم في موسم 1994–95 لمدة موسم واحد، مشاركًا طوالها في 57 مباراة سجل خلالها 9 أهداف. هذا وانتقل لاحقًا إلى نادي لاتسيو في موسم 1993–94 لمدة موسم واحد، مشاركًا في 21 مباراة سجل خلالها هدفين. ثم انتقل بعدها إلى نادي ريجيانا 1919 في موسم 1995–96 لمدة موسم واحد، مشاركًا في 16 مباراة ولم يسجل أي هدف.

## وصلات خارجية
- فابريتسيو دي ماورو على موقع قاعدة بيانات كرة القدم.إي يو (الإنجليزية)
- فابريتسيو دي ماورو على موقع ناشيونال فوتبول تيمز (الإنجليزية)
- فابريتسيو دي ماورو على موقع عالم كرة القدم.نت (الإنجليزية)